# David Belle
David Belle (n. 29 aprilie 1973) este un soldat francez, în mare măsură creditat ca fondatorul sportului parkour. David Belle a fost născut și a crescut în Fécamp, Franța.
Provine dintr-o familie modestă din suburbiile Parisului.
Și-a petrecut primii 14 ani de viață în Fécamp și mai târziu în Les Sables d'Olonne, timp în care a demonstrat un gust pentru acțiune și mișcare rapidă. A excelat în atletism, alpinism, gimnastică și arte marțiale. A fost puternic inspirat de bunicul său matern, Gilbert Kitten. În 1988, la vârsta de 15 ani, Belle a părăsit școala și s-a mutat la Lisses, Paris, pentru a începe serviciul său național. El și-a făcut prieteni apropiați cu un grup de adolescenți cu o pasiune similară, care a devenit mai târziu Yamakasi (Yann Hnautra, Frédéric Hnautra, David Balgogne, Sebastien Foucan și Kazuma).

## Filmografie

### Filme
| An   | Titlu                    | Rol          | Note                   |
| ---- | ------------------------ | ------------ | ---------------------- |
| 2000 | Louis Page               | Laurent      | 1 episod               |
| 2001 | Engrenage, L             | Le créancier |                        |
| 2002 | Femme Fatale             | French Cop   |                        |
| 2004 | District 13              | Leïto        | Parkour film debut     |
| 2008 | Babylon A.D.             | Hacker Kid   | -                      |
| 2009 | District 13: Ultimatum   | Leïto        |                        |
| 2012 | Métal Hurlant Chronicles | Red Light    | 1 episod               |
| 2013 | Malavita                 | Mezzo        |                        |
| 2014 | Brick Mansions           | Lino Duppre  | Refacere a District 13 |
| 2014 | Jaya                     | Jaya         | (scurt)                |

### Cascadorie
| An   | Titlu                                       | Note              |
| ---- | ------------------------------------------- | ----------------- |
| 2002 | BBC One's                                   | Reclame           |
| 2002 | Canon                                       | Reclamă           |
| 2002 | Nike                                        | Reclamă           |
| 2002 | Nissan                                      | Reclamă           |
| 2003 | Crimson Rivers II: Angels of the Apocalypse | Stunt Coordinator |
| 2005 | Transporter 2                               | Stunt Coordinator |
| 2010 | Prince of Persia: The Sands of Time         | Stunt Coordinator |
| 2011 | Covert Affairs                              | Stunt Coordinator |
| 2011 | Colombiana                                  | Stunt Coordinator |

### Jocuri video
| An        | Titlu       | Rol           | Note                                        |
| --------- | ----------- | ------------- | ------------------------------------------- |
| 2014-2015 | Dying Light | Antoine Merpe | Also Mo-Cap, Stunt Coordinator & Counseling |